# Campeonato mundial A de hockey patines masculino de 1952
El VIII Campeonato mundial de hockey sobre patines masculino y XVIII  Campeonato europeo se celebró en Oporto, Portugal, entre el 28 de junio y el 7 de julio de 1952. 
En el torneo participaron las selecciones de 10 países incluidos en un único grupo.
El vencedor del torneo, disputado por el método de liguilla fue la selección de Portugal. La segunda plaza fue para la selección de Italia y la medalla de Bronce para la selección de España.

## Equipos participantes
De las 10 selecciones nacionales participantes del torneo, 9 son de Europa y 1 de África.
|              |
| Bélgica      |
| Dinamarca    |
| Egipto       |
| España       |
| Francia      |
| Inglaterra   |
| Italia       |
| Países Bajos |
| Portugal     |
| Suiza        |

## Torneo
| Equipo       | Pts | PJ | PG | PE | PP | GF | GC | DG  |
| ------------ | --- | -- | -- | -- | -- | -- | -- | --- |
| Portugal     | 16  | 9  | 8  | 0  | 1  | 67 | 7  | +60 |
| Italia       | 16  | 9  | 8  | 0  | 1  | 44 | 13 | +31 |
| España       | 13  | 9  | 6  | 1  | 2  | 29 | 9  | +20 |
| Bélgica      | 12  | 9  | 6  | 0  | 3  | 28 | 13 | +15 |
| Países Bajos | 9   | 9  | 4  | 1  | 4  | 27 | 27 | 0   |
| Francia      | 9   | 9  | 4  | 1  | 4  | 20 | 25 | -5  |
| Inglaterra   | 8   | 9  | 3  | 2  | 4  | 23 | 21 | +2  |
| Suiza        | 5   | 9  | 2  | 1  | 6  | 20 | 26 | -6  |
| Egipto       | 2   | 9  | 1  | 0  | 8  | 7  | 56 | -49 |
| Dinamarca    | 0   | 9  | 0  | 0  | 9  | 1  | 69 | -68 |

- Resultados

| Fecha    | Partido      | Partido | Partido      | Resultado |
| -------- | ------------ | ------- | ------------ | --------- |
| 28.06.52 | Italia       | -       | Países Bajos | 4-2       |
| 28.06.52 | Inglaterra   | -       | Bélgica      | 0-5       |
| 28.06.52 | Francia      | -       | España       | 0-3       |
| 28.06.52 | Portugal     | -       | Suiza        | 7-1       |
| 29.06.52 | Egipto       | -       | Dinamarca    | 6-0       |
| 29.06.52 | Países Bajos | -       | Francia      | 4-2       |
| 29.06.52 | Bélgica      | -       | Dinamarca    | 7-0       |
| 29.06.52 | Egipto       | -       | Países Bajos | 0-6       |
| 30.06.52 | Inglaterra   | -       | Suiza        | 4-1       |
| 30.06.52 | España       | -       | Italia       | 2-3       |
| 30.06.52 | Portugal     | -       | Francia      | 9-0       |
| 30.06.52 | Dinamarca    | -       | Inglaterra   | 0-6       |
| 30.06.52 | Suiza        | -       | Egipto       | 7-0       |
| 30.06.52 | Francia      | -       | Italia       | 3-2       |
| 30.06.52 | Portugal     | -       | Países Bajos | 11-1      |
| 30.06.52 | España       | -       | Bélgica      | 2-1       |
| 01.07.52 | Francia      | -       | Egipto       | 2-0       |
| 01.07.52 | Países Bajos | -       | Inglaterra   | 2-1       |
| 01.07.52 | Suiza        | -       | Bélgica      | 1-3       |
| 01.07.52 | Dinamarca    | -       | España       | 0-7       |
| 01.07.52 | Italia       | -       | Portugal     | 3-1       |
| 02.07.52 | Bélgica      | -       | Egipto       | 3-0       |
| 02.07.52 | Dinamarca    | -       | Portugal     | 0-13      |
| 02.07.52 | Países Bajos | -       | España       | 1-6       |
| 02.07.52 | Francia      | -       | Suiza        | 3-1       |
| 02.07.52 | Egipto       | -       | Inglaterra   | 0-9       |
| 02.07.52 | Italia       | -       | Dinamarca    | 9-0       |
| 02.07.52 | Portugal     | -       | Bélgica      | 2-1       |
| 03.07.52 | Dinamarca    | -       | Francia      | 0-7       |
| 03.07.52 | Suiza        | -       | Países Bajos | 1-1       |
| 03.07.52 | Bélgica      | -       | Italia       | 1-5       |
| 03.07.52 | España       | -       | Egipto       | 4-0       |
| 03.07.52 | Portugal     | -       | Inglaterra   | 9-0       |
| 04.07.52 | Países Bajos | -       | Dinamarca    | 9-0       |
| 04.07.52 | Francia      | -       | Bélgica      | 2-5       |
| 04.07.52 | Italia       | -       | Inglaterra   | 2-1       |
| 04.07.52 | Suiza        | -       | España       | 1-3       |
| 04.07.52 | Portugal     | -       | Egipto       | 13-0      |
| 05.07.52 | Suiza        | -       | Italia       | 2-4       |
| 05.07.52 | España       | -       | Inglaterra   | 1-1       |
| 05.07.52 | Bélgica      | -       | Países Bajos | 2-1       |
| 05.07.52 | Dinamarca    | -       | Suiza        | 1-5       |
| 05.07.52 | Egipto       | -       | Italia       | 1-12      |
| 05.07.52 | Inglaterra   | -       | Francia      | 1-1       |
| 05.07.52 | España       | -       | Portugal     | 1-2       |

### Final
| Fecha    | Partido  | Partido | Partido | Resultado |
| -------- | -------- | ------- | ------- | --------- |
| 06.07.52 | Portugal | -       | Italia  | 4-0       |

## Clasificación final
| 1. Portugal     |
| 2. Italia       |
| 3. España       |
| 4. Bélgica      |
| 5. Países Bajos |
| 6. Francia      |
| 7. Inglaterra   |
| 8. Suiza        |
| 9. Egipto       |
| 10. Dinamarca   |